# Alma (Wisconsin)
Alma è una città degli Stati Uniti d'America, situata in Wisconsin, nella Contea di Buffalo, della quale è anche il capoluogo.